# Villard Blanc
Die Weißweinsorte Villard Blanc ist eine Neuzüchtung des Rebzucht-Betriebes Seyve-Villard. Sie zählt neben Seyval Blanc zu den kommerziell erfolgreichen Züchtungen des Betriebs. Sie ist eine Kreuzung zwischen den zwei Seibel-Reben Seibel 6468 x Seibel 6905 und ist somit eine Hybridrebe.
1968 betrug die Rebfläche in Frankreich noch 21.396 Hektar. Auf Grund der EU-Gesetzgebung, die den Anbau von Hybridreben vorübergehend für Qualitätsweine verbot, wurde sie jedoch nahezu vollständig gerodet. Die heutigen Bestände von ca. 350 Hektar (Stand 2007, Quelle ONIVINS) werden vor allem für die Destillation von Weinbrand verwendet. Sie wird heute noch in Brasilien (ca. 380 Hektar), den USA (→ Weinbau in New Jersey und Weinbau in Pennsylvania), Japan, Mexiko, Ungarn und in einigen der ehemaligen Staaten der UdSSR kultiviert. Gemäß einem Dekret vom 18. April 2008 gehört die Rebsorte wieder zu den offiziell zugelassenen Rebsorten für den gewerblichen Anbau, da im Erbgut der Pflanze Anteile der Edelrebe Vitis vinifera enthalten sind.
Die Sorte ist zwar reblausresistent, erbringt aber nur in Verbindung mit geeigneten Unterlagsreben einen guten Ertrag. Die Sorte ist resistent gegen die Falschen Mehltau, ist allerdings anfällig gegen den Echten Mehltau. Die spätreifende Villard Blanc erbringt hellgelbe alkoholstarke, leicht bittere Weine, die in der Qualität an einen einfachen Tafelwein heranreichen.
Sie wurde auf Grund ihrer Eigenschaften als Partner bei vielen Neuzüchtungen von Gerhardt Alleweldt und Alfred Galibert eingesetzt. Als Ergebnisse dieser Zuchtbemühungen sind hier exemplarisch die Sorten Bianca, Sirius, Phoenix, Orion, Staufer und Nero genannt. Die Rebsorte Sauvin entstand aus einer Kreuzung von Villard Blanc mit Sauvignon Blanc.
Siehe auch die Artikel Weinbau in Frankreich, Weinbau in Brasilien, Weinbau in Ungarn und Weinbau in den Vereinigten Staaten sowie die Liste von Rebsorten.
Synonyme: Seyve-Villard 12-375, SV 12-375
Abstammung: Seibel 6468 × Le Subéreux (vulgo Seibel 6905)